# 英西戰爭 (1796年—1808年)
反法同盟戰爭期間的英西戰爭，發生於1796年至1802年，後又於1804年至1808年間重啟戰端。最終這場戰爭，在英西轉為同盟聯合對抗法國入侵後結束。

## 背景
第一次反法同盟戰爭期間，西班牙曾對新生的法蘭西共和國宣戰，並加入反法同盟嘗試復辟波旁王朝。當時西班牙的主將是安東尼奧·里卡多斯，他曾一度取得成功，但最終未能贏下決定性勝利。弗勒呂斯戰役後，其他地區的法軍迅速占領奧屬尼德蘭，而荷蘭共和國在巨大壓力下崩潰。與此同時，西班牙也正遭遇相似的險境。西班牙海軍貢獻極微，只曾於1793年和英軍聯合參予土倫港之役。
法蘭西共和國在取得黑山戰役的勝利後，收穫巨大優勢；到了1795年，雙方簽署了《巴塞爾和約》，迫使西班牙王國和普魯士王國退出反法同盟。1796年，有見法軍在萊茵戰役與義大利戰役的豐厚成果，西班牙首相曼努埃爾·戈多伊簽署了《第二次聖伊德方索條約》，與法國組成同盟共同對英作戰。他希望法國的勝利也能讓西班牙分得土地與金錢，特別是對抗西國海軍的主要威脅：英國。這場同盟延續了法西兩國百年來的合作，中間只因法國大革命而中斷。

## 戰爭過程

### 1796年－1802年
這場戰爭對西班牙及王室收入造成了破壞，因為英軍的封鎖大大減少了來自殖民地的財富。然而，何塞·德·科爾多瓦·拉莫斯指揮轄有27艘風帆戰艦的西軍主力艦隊，計畫與法軍聯繫並保護有價值的貨物。英國地中海艦隊僅15艘風帆戰艦，數量上遠不敵法西聯軍，被迫於1797年從科西嘉島和厄爾巴島撤走。然而，西班牙海軍被證明無法和他的法蘭西共和國盟友相互協調，並在聖文生角海戰中慘敗給英軍。這導致西國在戰爭中，海軍陷入不利的被動局面，即使他們曾先後於加的斯、特內里費兩度擊敗英國的突襲，並在後來擊敗英軍對費羅爾的遠征。

### 1804年－1808年
1802年的《亞眠和約》為敵對的雙方提供了暫時的休戰，直到1804年，英軍在沒有宣戰的情況下突然襲擊了一支西班牙巡防艦隊，後者當時正載著金、銀條駛往加的斯。西班牙巡防艦「聖母憐憫號」遭擊沉，其餘則被英軍俘虜。
法國原計畫隔年入侵英國，而西班牙艦隊將成為協助入侵的一部分。1805年的特拉法加海戰中，法西聯合艦隊試圖與北方入侵部隊會合，但遭英軍艦隊的攻擊，並蒙受決定性的失敗。這場英軍的勝利，終結拿破崙立即入侵英國的威脅。這也嚴重動搖不受歡迎的戈多伊西班牙政府，他們也開始質疑與拿破崙結盟的不確定性。與此同時，英國於1806年－1807年間入侵拉布拉他河，試圖征服具戰略地位的西屬南美洲，但遭擊退。
戈多伊退出拿破崙設計來對付英國的大陸系統，但在拿破崙擊敗普魯士後，又於1807年重新加入。然而，拿破崙已經失去對戈多伊和西王卡洛斯四世的信心。西班牙國內對西王之子斐迪南的支持度也逐日上升，因為他反對廣受鄙視的戈多伊。但是，斐迪南傾向於與英國結盟，而拿破崙一直懷疑任何波旁皇室成員是否值得信賴。

## 後續發展
1807年，法西聯軍入侵葡萄牙，並於12月1日在未受軍事反抗下佔領里斯本。1808年初，法國在西班牙的勢力如此強大，以至於引發了叛亂。拿破崙隨後將西王卡洛斯和其子斐迪南遷往貝雲，並於5月5日逼迫兩人退位，將西班牙王未讓給拿破崙兄長約瑟夫。如此作為導致半島戰爭的爆發，並事實上結束了英西戰爭，英國時任外相喬治·坎寧更宣稱道：
「西班牙與英國間不再有任何戰爭被記得。每個反抗法國霸權的國家，無論以前和我們的關係如何，都將立即成為英國的自然盟友。」（"No longer remember that war has existed between Spain and Great Britain. Every nation which resists the exorbitant power of France becomes immediately, and whatever may have been its previous relations with us, the natural ally of Great Britain."） 
隨著半島戰爭的捲入，西班牙的波旁政府以及任何聲稱代表它的軍政府都成為了英國的盟友。

## 註腳
1. ↑  . napolun.com.   [2022-01-18]. （原始内容存档于2021-05-17）.
2. ↑  Allan J. Kuethe,  and Kenneth J. Andrien, The Spanish Atlantic world in the eighteenth century: War and the Bourbon Reforms, 1713–1796 (Cambridge University Press, 2014)
3. ↑  Foy, p. 213